# Province d'Antsiranana
Pour les articles homonymes, voir Diego Suarez.
La province d'Antsiranana, ou province de Diego Suarez, était l'une des six provinces de Madagascar. Elle a une superficie de 43 406 km2 et une population de 1 465 606 habitants (2011). Sa capitale est Antsiranana.

## Faritra (régions) et fivondronana (districts)
La province compte deux régions (faritra) et neuf districts (fivondronana) :

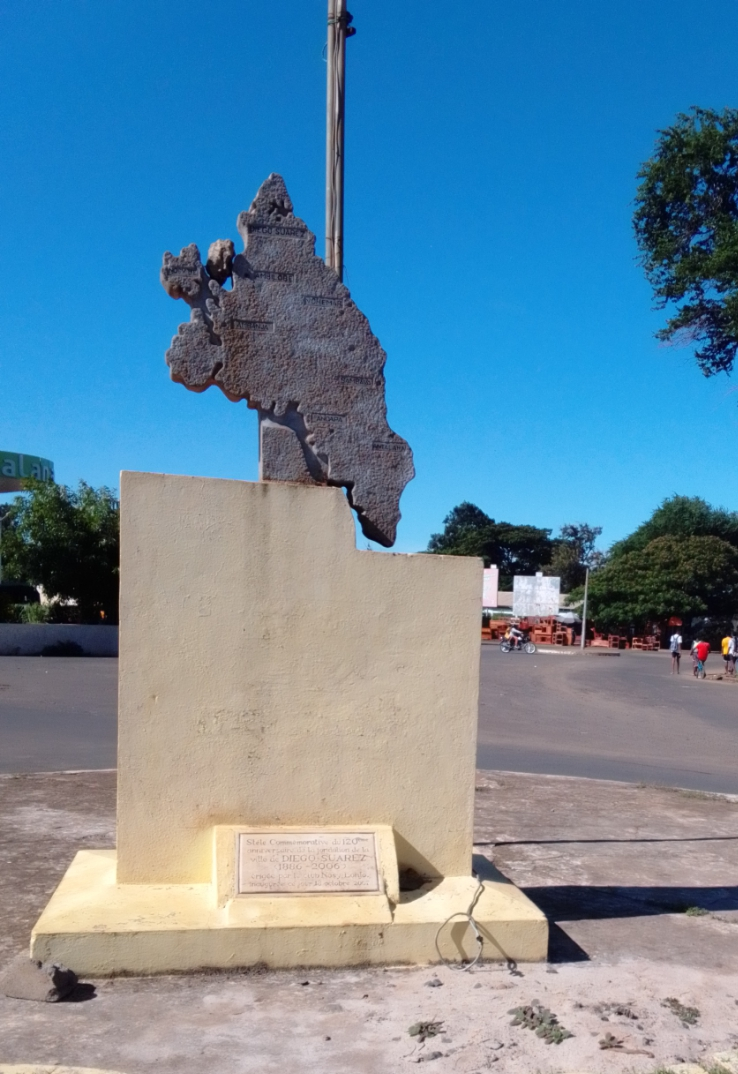
Province d'Antsiranana

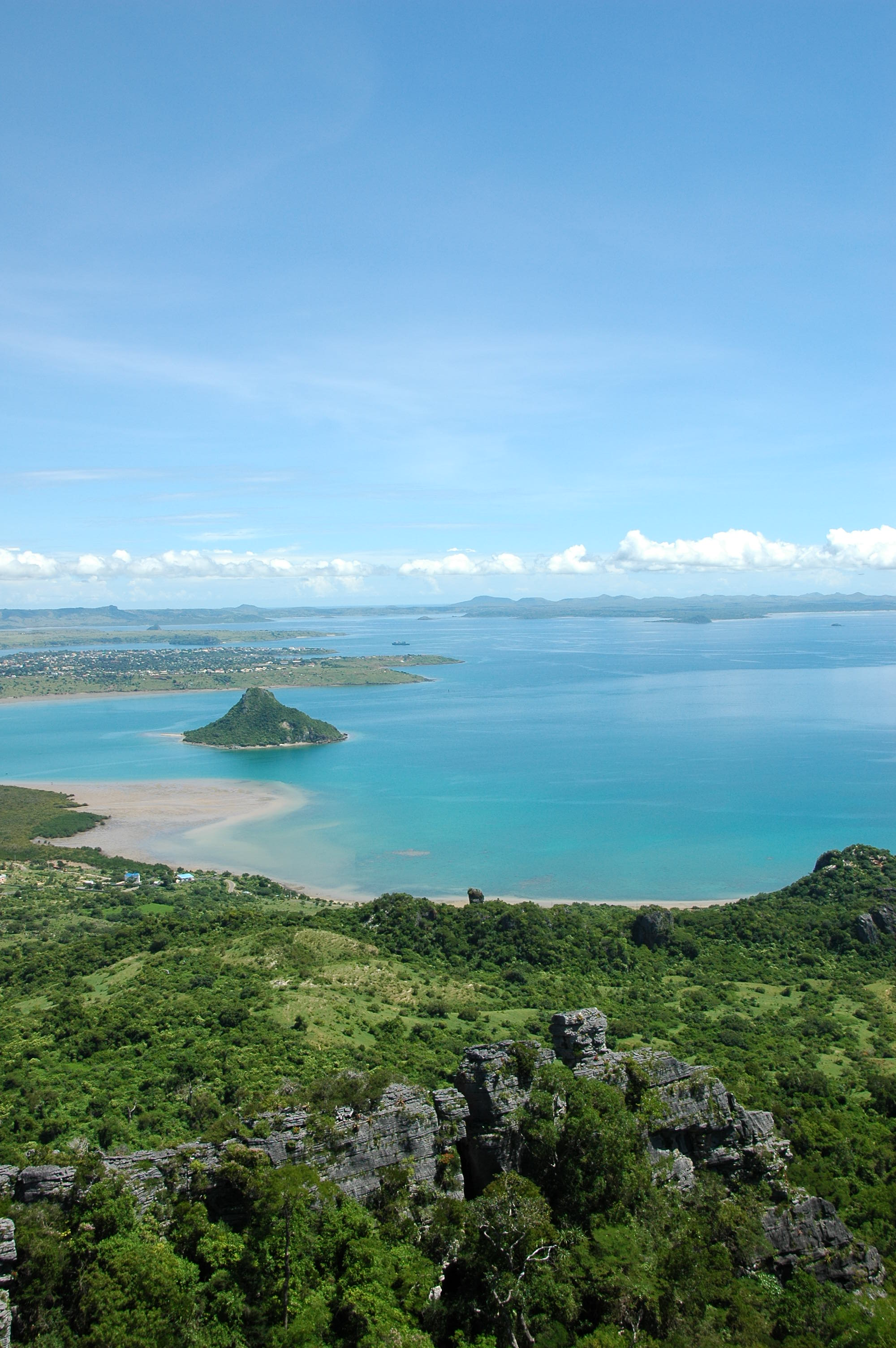
Baie d'Antsiranana

| - Diana - 1. Ambanja - 2. Ambilobe - 5. Antsiranana II (rural) - 6. Antsiranana I (urbain) - 7. Nosy Be | - Sava - 3. Andapa - 4. Antalaha - 8. Sambava - 9. Vohemar |

## Histoire

### Origines précoloniale
La région d'Antsiranana a une histoire riche qui remonte à l'époque précoloniale. Les premiers habitants de Madagascar étaient des populations d'origine austronésienne, qui ont migré vers l'île il y a environ 2 000 ans. Ces populations ont formé des communautés distinctes avec leurs propres traditions et modes de vie.

### Arrivée des Européens
Au XVIe siècle, des explorateurs européens, notamment les Portugais, les Français et les Anglais, ont commencé à découvrir Madagascar. La région d'Antsiranana était stratégiquement importante en raison de son port naturel, aujourd'hui connu sous le nom de baie d'Antsiranana. Les Européens ont établi des postes de commerce dans la région, mais Madagascar a maintenu une relative indépendance jusqu'au XIXe siècle.

### Colonisation française
À la fin du XIXe siècle, la France a cherché à étendre son influence sur Madagascar. En 1885, Madagascar est devenue une colonie française. La région d'Antsiranana a joué un rôle important dans la colonisation en raison de son importance stratégique. La ville d'Antsiranana (anciennement Diégo-Suarez) était un port crucial pour la marine française.

### La Seconde Guerre mondiale
Pendant la Seconde Guerre mondiale, la région d'Antsiranana a été le théâtre de combats entre les forces françaises et britanniques. En 1942, les Britanniques ont occupé Diégo-Suarez pour empêcher les forces de Vichy de l'utiliser comme base navale.

### Spécificité
Les deux régions qui constituent le province d'Antsiranana ont leurs particularités :

#### DIANA
La région DIANA regorge d'une faune et d'une flore endémiques sur les nombreux sites touristiques qui se trouvent sur chaque district. Des activités terrestres comme les promenades à pieds, en quad ou des activités nautiques (pêche sportive, plongée sous marine, kayak en mer, kitesurf, windsurf). Des vues et biodiversités captivantes[pas clair] : Tsingy rouge à Diego, et Tsingy de l'Ankarana. Des plages au sable blanc avec des eaux turquoise sur les plages et les baies qui constituent cette région.

#### SAVA
C'est l'acronyme de : Sambava, Antalaha, Vohemar et Andapa, les quatre districts au Nord-Est de Madagascar. Grâce à l'humidité de cette région, elle rassemble la quasi-totalité des forêts primaires de l'île, et possède plusieurs zones côtières. C'est une région culturelle basée sur les cultures d'exportations telles que girofle, café, mais surtout la vanille dont elle assure les deux-tiers de la  production mondiale. Elle produit d'autres cultures aux saveurs, couleurs et arômes variés tels que  letchis, ananas, orange, ainsi que de nombreuses épices. Sava offre plusieurs sites touristiques et de nombreux circuits de trekking et de randonnée. 